# سمك القرش (فلم)
سمك القرش فيلم مغربي تلفزيوني من إنتاج القناة الثانية المغربية سنة 2003 للمخرج حميد الزوغي, الذي يلعب في نفس الوقت دورا في الفيلم إلى جانب عدة فنانين مغاربة كسعد التسولي و هدى صدقي. الفيلم تدور أحداثه بميناء و العلاقات بين البحارة العاملين فيه و الحسد و الطمع و الكراهية التي تميز صفات بعضهم.

## روابط خارجية
- مقالات تستعمل روابط فنية بلا صلة مع ويكي بيانات